# 秦岭—淮河线

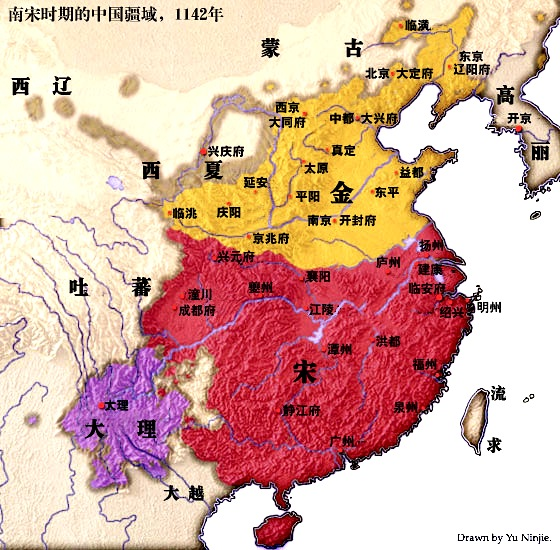
1142年的中国，红色部份為南宋，黄色部分为金朝

秦岭—淮河线是一条具有多重特殊历史意义的中国地理分界線。这条理论分界线的提出，首次界定了中国南北方的自然地理分界，被认为对于认识中国自然地理规律和指导农业生产具有重要的意义。在中国历史上，秦岭—淮河线为南北政权的分界線，分別为魏晉南北朝（220—589年），以及金元和南宋時期（1127—1279年），兩個時期的南方政权皆由汉人建立。
秦岭—淮河线的意义包括：
1. 中国南方和北方的分界线
2. 相当于中国年降水800毫米等降水量线
  1. 水田和旱地的分界线，即水稻和小麦主产区分界线
  2. 湿润地区和半湿润地区的分界线
3. 相当于中国一月份平均气温0℃的等温线  
  1. 河流无冰期和有冰期的分界线
  2. 亚热带和暖温带的分界线
  3. 亚热带常绿阔叶林和温带落叶阔叶林的分界线
4. 长江流域和黄河流域的分界线  
  1. 长江中下游平原和黄土高原、华北平原分界线

## 秦岭—淮河线的发现
迄今为止找到的最早关于秦岭—淮河线的记载是出版于1908年，由张相文所著的《新撰地文学》在185页中指出：
|  | 北带：南界北岭、淮水，北抵阴山、长城。动物多驯驴、良马、山羊；西部多麋鹿犀牛。植物多枳、榆、檀、梨、栗、柿、葡萄。 |

## 秦岭—淮河线划分的问题

### 秦岭无明确主脊线
秦岭西起甘肃省临潭县北部的白石山，以迭山与昆仑山脉分界。向东经天水南部的麦积山进入陕西。在陕西与河南交界处分为三支，北支为崤山，餘脈沿黄河南岸向东延伸，通称邙山；中支为熊耳山；南支为伏牛山。山脉南部一小部分由陕西延伸至湖北郧县，全长1600公里，面积上万平方公里，南北最宽处达上百公里。最高峰为太白山拔仙台（海拔3767.2米）。
下面是各个专家所指出的南北分界线秦岭段划分方法：

#### 陕西师范大学地理系刘胤汉教授
主张南北分界线秦岭段划在秦岭南坡800米等高线处。按照刘教授的说法，由于山地海拔在逐渐升高，气温在下降，在海拔800米等高线的位置，亚热带就结束了，橘子、竹子这些亚热带的指示性植物已经见不到了。南方到这里就应该结束了，因此中国的南北分界线应与南坡800米等高线重合。

#### 中国科学院院士任美锷
主张把中国的南北分界线划在秦岭北坡700米等高线处，因为从秦岭北坡的角度看，整个关中盆地是暖温带，但随着气温的降低，在700米等高线处，气候已经不是暖温带了，而是山地气候，越来越冷了。

#### 中国地理学会理事长黄秉维
主张将南北分界线划在秦岭的主脊线上，因为这样可以保持山两边垂直自然带的完整，正好可以两相比较，看出南北之不同。但秦岭找不到明确的主脊线，可能连接一些较高峰的海拔最高点作为秦岭的脊线。

### 淮河无下游

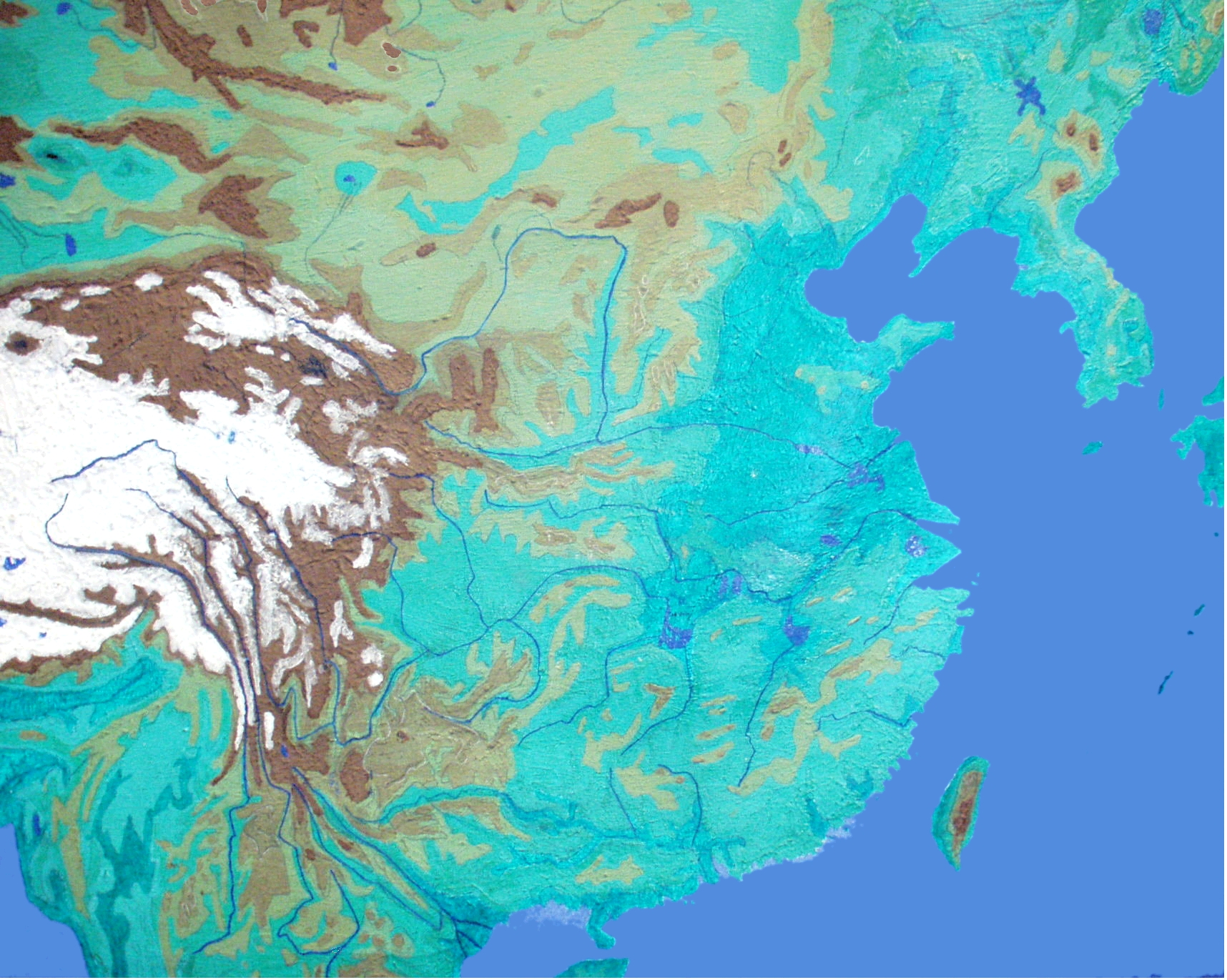
黄河夺淮时期黄河流向，可以看到淮河正拥塞成洪泽湖

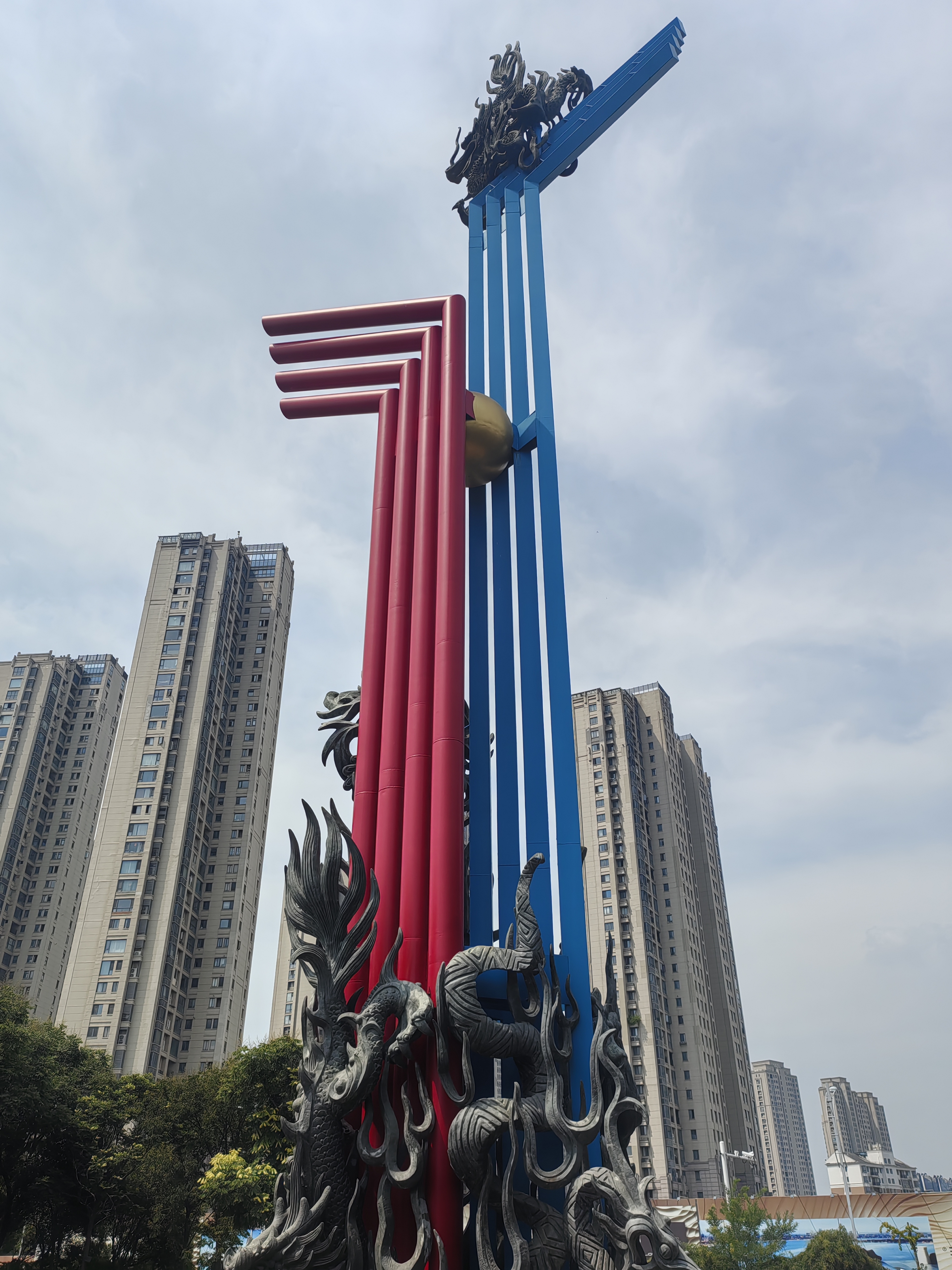
安徽省蚌埠市龍子湖公園的「中國南北分界標誌」，左為南方，右為北方，地理學界對此不甚認可

北宋之朝，黄河与淮河大抵相安无事。虽然从西汉开始，淮河就多为黄河所侵，但黄河少有入淮之事。北宋末年，战乱频繁加上故意破坏，黄河乏人管理，黄河决溢多次入泗淮。自明中叶以来，“每淮水盛时，西风激浪，白波如山，淮扬数百里中，公私惶惶，莫敢安枕者，数百年矣”，破釜塘、白水塘、富陵湖、泥墩湖、万家湖等陂塘和小湖连接成洪泽湖。淮河长期不再有入海口，改在三江营汇入长江。清朝咸丰五年（1855年），黄河再度在河南铜瓦厢决口改道，此后黄河大致以山东大清河河道为入海口至今。
从古至今淮河受到的人工干预太多，水库、运河、人工河渠将其分割得支离破碎，难以找到淮河的干流或主河道。淮河因为黄河夺淮一事失去了下游，想要将它的干流具体化为线，几乎是“不可能的任务”。所以，有些地理学家们认为洪泽湖以下以人工水渠——1952年建成的苏北灌溉总渠为界可以作为洪泽湖以东的线分南北。但是人工水道——苏北灌溉总渠与古淮河天然河道走向并不相同，且淮河大多数水量由大运河汇入长江，以此分南北尚不太合适。
江苏省淮安市的淮河上有一标志南北分界限的标志物。安徽省蚌埠市的龙子湖边亦有一标志南北分界限的标志物。但地理学界一般认为，只有在小比例尺的地图上才能界定一条真正的界限，在实际的地表上，是不可能画出的。因此地理学界对于淮安市、蚌埠市的标志不太认可。

## 秦岭—淮河线西延线
从地图上可以看到，秦岭—淮河线仅仅是将中国的东部地区分为南北，却未将西部地区分为南北。所以，地理学界就有着两种不同的秦岭—淮河线西延线划分方法。
1. 沿着秦岭—祁连山—阿尔金山—昆仑山划分。此线的划分依据是青藏高原的完整性，也就是以青藏高原的北界作为中国西部分南北的界线。
2. 沿着秦岭—阿尼玛卿山—昆仑山划分。此线的划分依据是非季风区与季风区的分界线，也就是以季风区北界的西段作为西部分南北的分界线。

两种划分方法最大的区别就是是否将柴达木盆地列入中国南方。但是“柴达木盆地属于西北地区还是青藏地区”，这个问题本身就有极大的争议，因此，秦岭—淮河线西延线也随之富有争议。